# Fator de escala (cosmologia)
A expansão do universo é parametrizada por um fator de escala adimensional {\displaystyle a}. Também conhecido como fator de escala cósmico ou, às vezes, fator de escala de Robertson e Walker, este é um parâmetro chave das equações de Friedmann.
Nos estágios iniciais do Big Bang, a maior parte da energia estava na forma de radiação, e essa radiação foi a influência dominante na expansão do universo. Mais tarde, com o resfriamento da expansão, os papéis da matéria e da radiação mudaram e o universo entrou em uma era dominada pela matéria. Resultados recentes sugerem que já entramos em uma era dominada pela energia escura, mas o exame dos papéis da matéria e da radiação são os mais importantes para a compreensão do início do universo.
Usando o fator de escala adimensional para caracterizar a expansão do universo, as densidades efetivas da energia da radiação e da matéria escalam de forma diferente. Isso leva a uma era dominada pela radiação no início do universo, mas uma transição para uma era dominada pela matéria em um momento posterior e, desde cerca de 4 bilhões de anos atrás, uma era dominada pela energia escura subsequente.

## Conceito

Três galáxias em fator de escala 1 e fator de escala 0,5.

Por si só, o fator de escala na cosmologia é um fator de escala geométrico convencionalmente definido como 1,0 no momento presente ("agora" ou {\displaystyle t_{0}}). Em momentos anteriores, o fator é menor que um. Para três galáxias, suas posições relativas, {\displaystyle r_{ij}}, ao longo do tempo são relacionadas através do fator de escala {\displaystyle a(t)}:
{\displaystyle r_{12}=a(t)r_{12}(t_{0}),r_{23}=a(t)r_{23}(t_{0}),r_{31}=a(t)r_{31}(t_{0}).}
Os modelos do universo especificam o valor do fator de escala como uma função do tempo cósmico. O fator de escala é independente da localização e direção.:43

## Detalhe
Algumas informações sobre a expansão podem ser obtidas a partir de um modelo de expansão newtoniano que leva a uma versão simplificada da equação de Friedmann. Ele relaciona a distância adequada (que pode mudar ao longo do tempo, ao contrário da distância comóvel {\displaystyle d_{C}} que é constante e definida para a distância de hoje) entre um par de objetos, por ex. dois aglomerados de galáxias, movendo-se com o fluxo de Hubble em um universo de FLRW em expansão ou contração em qualquer tempo arbitrário {\displaystyle t} à sua distância em algum tempo de referência {\displaystyle t_{0}}. A fórmula para isso é:
{\displaystyle d(t)=a(t)d_{0},\,}
onde {\displaystyle d(t)} é a distância adequada na época {\displaystyle t}, {\displaystyle d_{0}} é a distância no tempo de referência {\displaystyle t_{0}}, geralmente também chamada de distância comomóvel, e {\displaystyle a(t)} é o fator de escala. Assim, por definição, {\displaystyle d_{0}=d(t_{0})} e {\displaystyle a(t_{0})=1}.
O fator de escala é adimensional, com {\displaystyle t} contado desde o nascimento do universo e {\displaystyle t_{0}} definido como a atual idade do Universo: 13,799±0,021 bilhões de anos dando o valor atual de {\displaystyle a} como {\displaystyle a(t_{0})} ou {\displaystyle 1}.
A evolução do fator de escala é uma questão dinâmica, determinada pelas equações da relatividade geral, que são apresentadas no caso de um universo localmente isotrópico, localmente homogêneo pelas equações de Friedmann.
O parâmetro de Hubble é definido como:
{\displaystyle H(t)\equiv {\frac {{\dot {a}}(t)}{a(t)}}}
onde o ponto representa uma derivada de tempo. O parâmetro de Hubble varia com o tempo, não com o espaço, com a constante de Hubble {\displaystyle H_{0}} sendo seu valor atual.
Da equação anterior {\displaystyle d(t)=d_{0}a(t)} pode-se ver que {\displaystyle {\dot {d}}(t)=d_{0}{\dot {a}}(t)}, e também que {\displaystyle d_{0}={\frac {d(t)}{a(t)}}}, então combinando-os dá {\displaystyle {\dot {d}}(t)={\frac {d(t){\dot {a}}(t)}{a(t)}}}, e substituindo a definição acima do parâmetro de Hubble dá {\displaystyle {\dot {d}}(t)=H(t)d(t)} que é apenas a lei de Hubble.
As evidências atuais sugerem que a expansão do universo está acelerando, o que significa que a segunda derivada do fator de escala {\displaystyle {\ddot {a}}(t)} é positiva, ou equivalentemente que a primeira derivada {\displaystyle {\dot {a}}(t)} está aumentando ao longo do tempo. Isso também implica que qualquer galáxia se afasta de nós com velocidade crescente ao longo do tempo, ou seja, para essa galáxia {\displaystyle {\dot {d}}(t)} está aumentando com o tempo. Em contraste, o parâmetro de Hubble parece estar diminuindo com o tempo, o que significa que se olhássemos para uma distância fixa d e observássemos uma série de galáxias diferentes passando por essa distância, as galáxias posteriores passariam por essa distância a uma velocidade menor do que as anteriores.
De acordo com a métrica de Friedmann, Lemaître, Robertson, e Walker que é usada para modelar o universo em expansão, se no momento recebermos luz de um objeto distante com um desvio para o vermelho de z, então o fator de escala no momento em que o objeto originalmente emitiu essa luz é {\displaystyle a(t)={\frac {1}{1+z}}}.

## Cronologia

### Era dominada pela radiação
Após a inflação, e até cerca de 47.000 anos após o Big Bang, a dinâmica do universo primitivo foi definida pela radiação (referindo-se geralmente aos constituintes do universo que se moviam relativisticamente, principalmente fótons e neutrinos).
Para um universo dominado por radiação, a evolução do fator de escala na métrica de Friedmann, Lemaître, Robertson, e Walker é obtida resolvendo as equações de Friedmann:
{\displaystyle a(t)\propto t^{1/2}}

### Era dominada pela matéria
Entre cerca de 47.000 anos e 9,8 bilhões de anos após o Big Bang, a densidade de energia da matéria excedeu tanto a densidade de energia da radiação quanto a densidade de energia do vácuo.
Quando o universo primitivo tinha cerca de 47.000 anos (desvio para o vermelho 3600), a densidade de massa e energia ultrapassou a energia da radiação, embora o universo tenha permanecido opticamente espesso à radiação até que o universo tivesse cerca de 378.000 anos (desvio para o vermelho 1100). Este segundo momento no tempo (próximo ao tempo de recombinação), no qual os fótons que compõem a radiação cósmica de fundo em micro-ondas foram espalhados pela última vez, é frequentemente confundido como marcando o fim da era da radiação.
Para um universo dominado por matéria, a evolução do fator de escala na métrica de Friedmann, Lemaître, Robertson, e Walker é facilmente obtida resolvendo as equações de Friedmann:
{\displaystyle a(t)\propto t^{2/3}}

### Era dominada pela energia escura
Na cosmologia física, a era dominada pela energia escura é proposta como a última das três fases do universo conhecido, começando quando o Universo tinha cerca de 9,8 bilhões de anos. Na era da inflação cósmica, o parâmetro de Hubble também é considerado constante, então a lei de expansão da era dominada pela energia escura também vale para a prequela inflacionária do Big Bang.
A constante cosmológica recebe o símbolo Λ e, considerada como um termo fonte na equação de campo de Einstein, pode ser vista como equivalente a uma "massa" de espaço vazio, ou energia escura. Como esta aumenta com o volume do universo, a pressão de expansão é efetivamente constante, independente da escala do universo, enquanto os outros termos diminuem com o tempo. Assim, como a densidade de outras formas de matéria – poeira e radiação – cai para concentrações muito baixas, o termo constante cosmológica (ou "energia escura") acabará por dominar a densidade de energia do Universo. Medições recentes da mudança na constante de Hubble com o tempo, baseadas em observações de supernovas distantes, mostram essa aceleração na taxa de expansão, indicando a presença dessa energia escura.
Para um universo dominado pela energia escura, a evolução do fator de escala na métrica de Friedmann, Lemaître, Robertson, e Walker é facilmente obtida resolvendo as equações de Friedmann:
{\displaystyle >a(t)\propto \exp(H_{0}t)}
Aqui, o coeficiente {\displaystyle H_{0}} no exponencial, a constante de Hubble, é
{\displaystyle H_{0}={\sqrt {8\pi G\rho _{\mathrm {full} }/3}}={\sqrt {\Lambda /3}}}
Essa dependência exponencial do tempo torna a geometria do espaço-tempo idêntica ao universo de De Sitter, e só vale para um sinal positivo da constante cosmológica, que é o caso de acordo com o valor atualmente aceito da constante cosmológica, Λ, que é aproximadamente 2 · 10−35 s−2. A densidade atual do universo observável é da ordem de 9,44 · 10−27 kg/m−3 e a idade do universo é da ordem de 13,8 bilhões de anos, ou 4,358 · 1017 s. A constante de Hubble, {\displaystyle H_{0}}, é ≈70,88 km/s/Mpc (o tempo de Hubble é 13,79 bilhões de anos).

## Nota
1. ↑  [2] p. 6: "O Universo passou por três eras distintas: dominada pela radiação, z ≳ 3.000; dominada pela matéria, 3.000 ≳ z ≳ 0,5; e dominada pela energia escura, z ≲ 0,5. A evolução do fator de escala é controlada pela forma de energia dominante: a(t) ∝ t2/3(1+w) (para constante w). Durante a era dominada pela radiação, a(t) ∝ t1/2; durante a era dominada pela matéria, a(t) ∝ t2/3; e para a era dominada pela energia escura, assumindo w = −1, assintoticamente a(t) ∝ exp(Ht)."

p. 44: "Juntos, todos os dados atuais fornecem fortes evidências da existência da energia escura; eles restringem a fração da densidade crítica contribuída pela energia escura, 0,76 ± 0,02, e o parâmetro da equação de estado, w ≈ −1 ± 0,1 (stat) ±0,1 (sys), assumindo que w é constante. Isso implica que o Universo começou a acelerar no desvio para o vermelho z ∼ 0,4 e idade t ∼ 10 bilhões de anos (Gyr). Esses resultados são robustos – os dados de qualquer método podem ser removidos sem comprometer as restrições – e não são substancialmente enfraquecidos pela eliminação da suposição da planicidade espacial."